# Jüdischer Friedhof (Linnich)

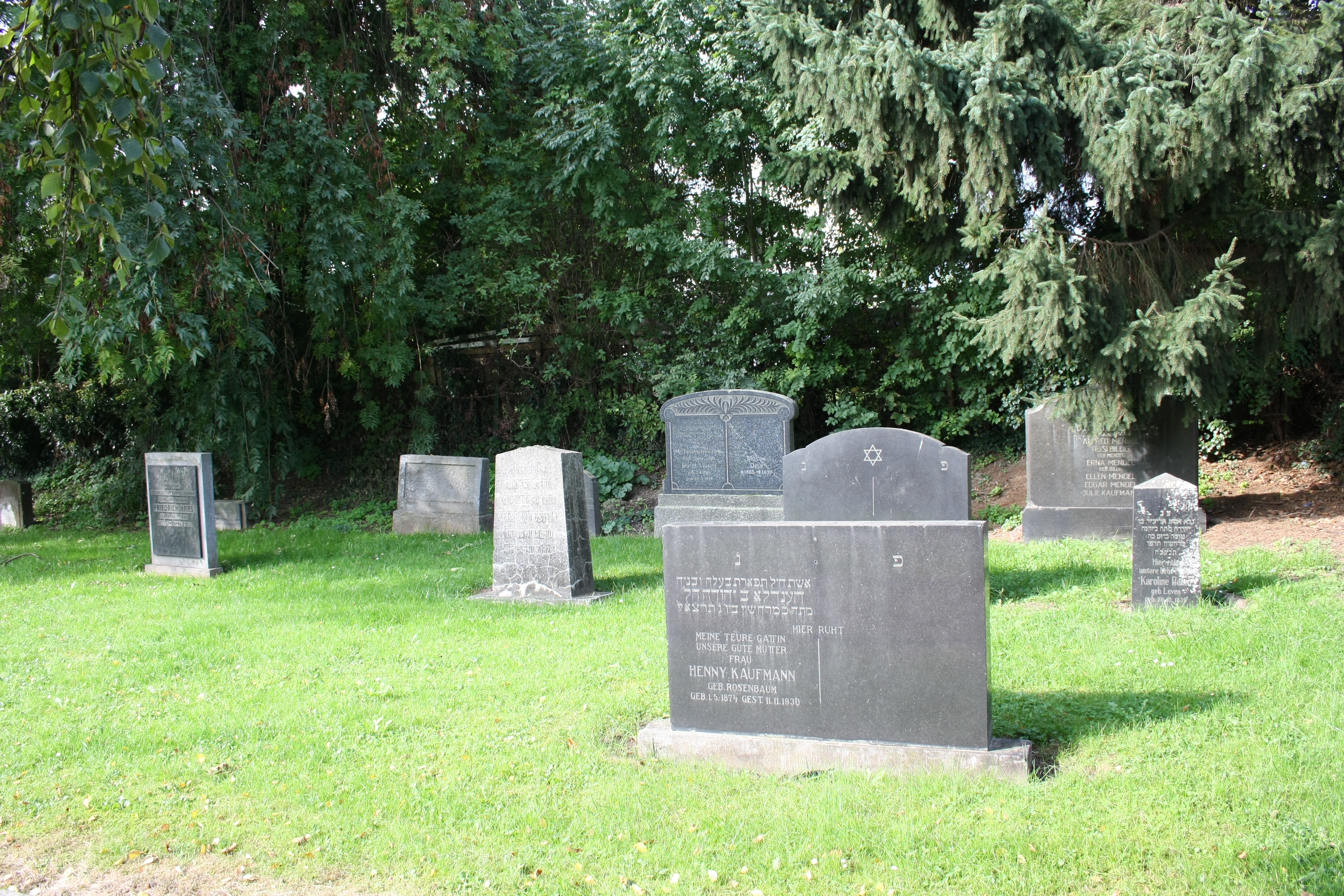
Jüdischer Friedhof in Linnich

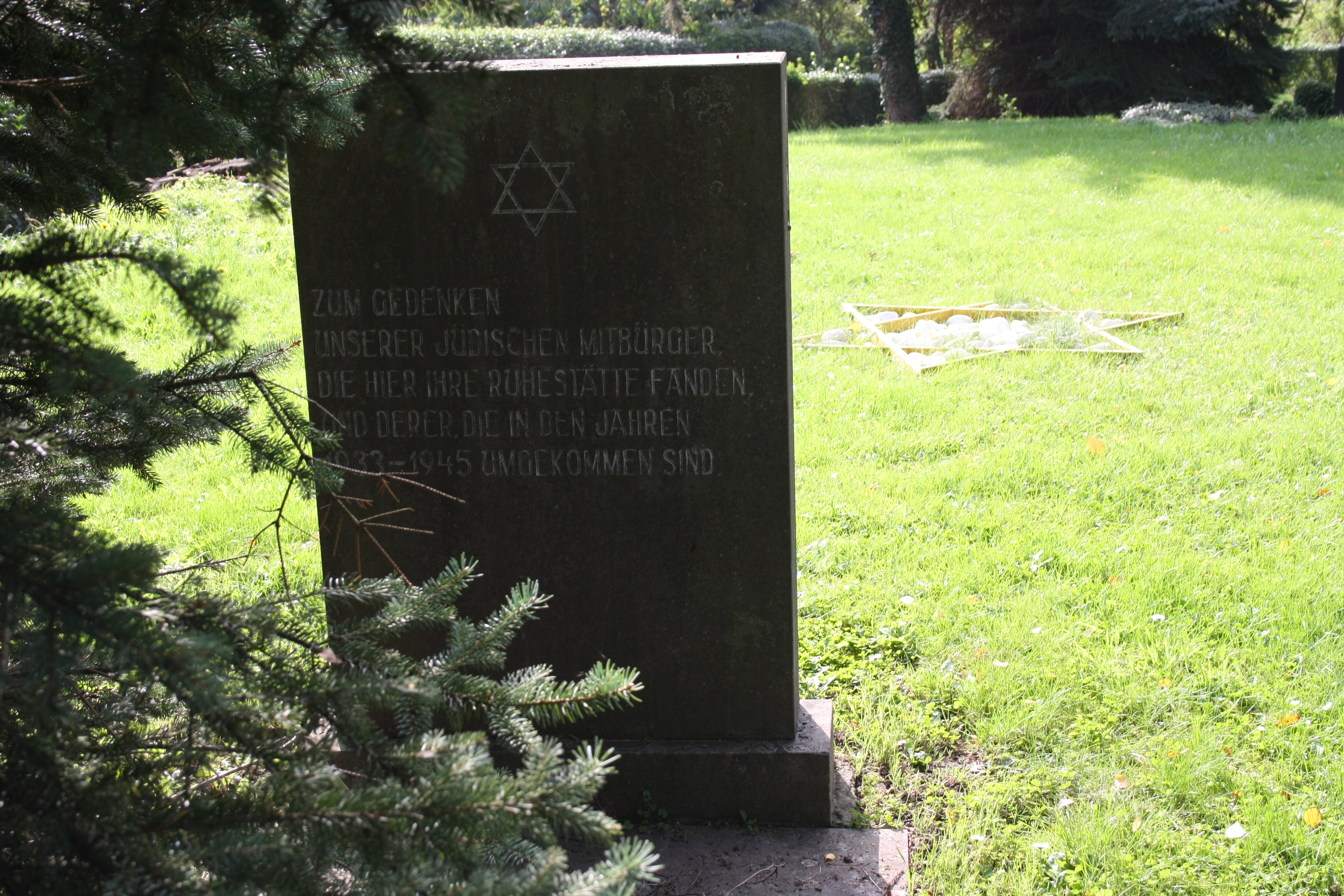
Gedenkstein auf dem jüdischen Friedhof

Der Jüdische Friedhof Linnich ist ein jüdischer Friedhof in Linnich, einer Stadt im Kreis Düren in Nordrhein-Westfalen. Der Friedhof liegt an der Schützengasse, außerhalb der ehemaligen Stadtbefestigung.

## Geschichte
Juden sind in Linnich schon seit der Mitte des 14. Jahrhunderts nachweisbar. Im Jahr 1821 wurde der Friedhof erstmals kartographisch erfasst, möglicherweise wurde er bereits im 18. Jahrhundert angelegt.
Der Friedhof, der im Laufe des 19. Jahrhunderts erweitert wurde, hat eine Fläche von 1297 m². Heute sind noch 29 Grabsteine vorhanden, der älteste ist von 1824. Die letzte Beerdigung fand 1952 statt (Bernhard Baum).

## Gedenken
Im Jahr 1971 wurde ein Gedenkstein mit folgender Inschrift enthüllt:

„Zum Gedenken unserer jüdischen Mitbürger, die hier ihre Ruhestätte fanden. Und derer, die in den Jahren 1933–1945 umgekommen sind.“